# Chiesa di Santa Cristina a Pagnana
La chiesa di Santa Cristina a Pagnana è stata costruita vicino alla vecchia chiesa del XII secolo andata completamente distrutta nell'ultima guerra dal famoso architetto Lando Bartoli. Si trova nel comune di Empoli, in provincia di Firenze vicinissima all'uscita Empoli-Ovest della Fi-Pi-Li.

## Storia e descrizione
La chiesa, già esistente nel XII secolo, fu completamente distrutta dagli eventi bellici del 2° conflitto mondiale. Il comando della VIII armata americana si interessò della ricostruzione e l'incarico fu affidato all'architetto Lando Bartoli. Questi ha usato il suo genio progettando una chiesa che è come una cerniera fra due epoche con diverse sensibilità religiose. Ha diviso la chiesa in tre navate, secondo lo stile pre-conciliare, ma le ha rese un unico spazio celebrativo tramite due grandi arcate, che tende a mettere l'altare al centro dello spazio. Di fatto Bartoli anticipa l'idea del concilio Vaticano II di vedere non più un altare sacrificale ma una mensa eucaristica dove sedersi con Cristo. Ecco quindi l'importanza di un grande spazio trasversale con le panche disposte vicino all'altare, con i fedeli non più spettatori ma attori che vivono il memoriale dell'ultima cena. Bartoli anche nell'uso dei materiali ha voluto esprimere il collegamento fra le due epoche religiose: ha usato le pietre povere, non lavorate, che ricordano le vecchie preesistenti chiese, ma anche la essenzialità e povertà della nuova chiesa che vuole tornare alle origini che verrà proposta dal Concilio negli anni successivi e il cemento armato, materiale della nuova era, che gli consente di evitare colonne di sostegno del tetto che avrebbero altrimenti diviso lo spazio celebrativo. È la prima chiesa che Bartoli costruisce dove può mostrare il suo genio e la sua dimestichezza con un materiale come il cemento armato, di cui sarà un maestro. La struttura della chiesa si presenta a tutt'oggi estremamente solida e senza cedimenti nella struttura delle mura e degli archi.